# Sainte-Marguerite (Vosges)
Sainte-Marguerite település Franciaországban, Vosges megyében. Lakosainak száma 2253 fő (2022. január 1.). Sainte-Marguerite Nayemont-les-Fosses, Entre-deux-Eaux, Pair-et-Grandrupt, Remomeix, Saint-Dié-des-Vosges és Saulcy-sur-Meurthe községekkel határos.

## Népesség
A település népessége az elmúlt években az alábbi módon változott:
| Lakosok száma | 2386 | 2346 | 2397 | 2319 | 2314 | 2308 | 2286 | 2271 | 2253 |
|               | 2013 | 2015 | 2016 | 2017 | 2018 | 2019 | 2020 | 2021 | 2022 |